# Горст Копков
Горст Копков (нім. Horst Kopkow; 29 листопада 1910 — 13 жовтня 1996) — співробітник гестапо і СД, керівний співробітник РСГА. Кавалер Німецького хреста в сріблі.

## Біографія
Народився в Східній Пруссії в багатодітній лютеранської сім'ї. Навчався на аптекаря.
У 1931 році вступив в НСДАП, в 1932 році — в СС. Закінчив спортивне училище СС (1934). З 1934 року почав службу в відділенні гестапо в Алленштайні (Східна Пруссія). У 1937 році переведений в центральний апарат гестапо в Берліні. З 1 вересня 1939 року — кримінальний комісар з викриття ворожих шпигунів і саботажників. З початку 1940 року — начальник реферату (відділу) IV А2 IV Управління (гестапо) РСГА.
З 1941 року керував запобіганням залізничного саботажу на окупованих територіях. В кінці літа 1942 року очолив «Особливу комісію по Червоній капелі». Після переформування IV Управління на початку 1944 року — начальник реферату IV A2 (боротьба з саботажем). Після замаху на Гітлера включений до складу групи, яка розслідувала обставини змови проти Гітлера. Відповідальний за вбивство агентів союзних розвідок і борців німецького Опору.
29 травня 1945 був заарештований британською військовою поліцією. 4 роки співпрацював з МІ-6 в області боротьби з радянським шпигунством. Щоб уникнути розголосу його участі у військових злочинах в червні 1948 був офіційно оголошений загиблим. У 1950 році звільнений і повернувся в Західну Німеччину. Працював директором текстильної фабрики.
Помер від запалення легенів.

## Звання

### Звання СС
- Труппфюрер СС (10 травня 1933)
- Обертруппфюрер СС (4 лютого 1934)
- Штурмфюрер СС (20 квітня 1934)
- Оберштурмфюрер СС (16 червня 1935)
- Гауптштурмфюрер СС (20 квітня 1937)
- Штурмбанфюрер СС (9 листопада 1943)

### Службові звання гестапо
- Кримінальний комісар (1 лютого 1939)
- Кримінальний радник (1 листопада 1941)
- Кримінальний директор (1944)

## Нагороди
- Почесний кут старих бійців (лютий 1934)
- Йольський свічник (16 грудня 1936)
- Хрест Воєнних заслуг
  - 2-го класу з мечами (30 січня 1942)
  - 1-го класу з мечами (30 січня 1943)
- Німецький хрест в сріблі (24 листопада 1944)